# Diaphorus funeralis
Diaphorus funeralis är en tvåvingeart som beskrevs av Octave Parent 1929. Diaphorus funeralis ingår i släktet Diaphorus och familjen styltflugor.
Artens utbredningsområde är Florida. Inga underarter finns listade i Catalogue of Life.